# Альфа (Мічиган)
Альфа (англ. Alpha) — селище (англ. village) в США, в окрузі Айрон штату Мічиган. Населення — 126 осіб (2020).

## Географія
Альфа розташована за координатами 46°2′39″ пн. ш. 88°22′42″ зх. д. / 46.04417° пн. ш. 88.37833° зх. д. (46.044033, -88.378444).  За даними Бюро перепису населення США в 2010 році селище мало площу 2,58 км², з яких 2,44 км² — суходіл та 0,14 км² — водойми.

## Демографія
Згідно з переписом 2010 року, у селищі мешкало 145 осіб у 85 домогосподарствах у складі 34 родин. Густота населення становила 56 осіб/км².  Було 122 помешкання (47/км²).
Расовий склад населення:
| - 100,0 % — білих |

До двох чи більше рас належало 0,0 %. Частка іспаномовних становила 0,0 % від усіх жителів.
За віковим діапазоном населення розподілялося таким чином: 13,1 % — особи молодші 18 років, 58,6 % — особи у віці 18—64 років, 28,3 % — особи у віці 65 років та старші. Медіана віку мешканця становила 56,5 року. На 100 осіб жіночої статі у селищі припадало 101,4 чоловіків;  на 100 жінок у віці від 18 років та старших — 88,1 чоловіків також старших 18 років.
Середній дохід на одне домашнє господарство  становив 30 288 доларів США (медіана — 23 750), а середній дохід на одну сім'ю — 43 422 долари (медіана — 41 250). За межею бідності перебувало 12,0 % осіб, у тому числі 42,9 % дітей у віці до 18 років та 2,6 % осіб у віці 65 років та старших.
Цивільне працевлаштоване населення становило 26 осіб. Основні галузі зайнятості: освіта, охорона здоров'я та соціальна допомога — 46,2 %, транспорт — 11,5 %, публічна адміністрація — 11,5 %.